# Kivu-Klettermaus
Die im Ruwenzori-Gebirge und in anderen ostafrikanischen Bergländern verbreitete Kivu-Klettermaus (Dendromus kivu, syn. Dendromus nyasae) ist ein Nagetier in der Gattung der Afrikanischen Klettermäuse. Die Population galt längere Zeit als Unterart der Brants-Klettermaus (Dendromus mesomelas). Vermutlich bildet die Art zusammen mit Vernays Klettermaus, der Kamerun-Klettermaus und der Gebirgsklettermaus eine Entwicklungslinie. Das Typusexemplar stammt vom Nyika-Plateau.

## Merkmale
Mit einer Kopf-Rumpf-Länge von 64 bis 80 mm, einer Schwanzlänge von 84 bis 105 mm und einem Gewicht von 6 bis 20 g ist die Art ein gewöhnlicher Gattungsvertreter. Sie hat 17 bis 22 mm lange Hinterfüße und 11 bis 16 mm lange Ohren. Bei erwachsenen Exemplaren sind die Haare der Oberseite an den Wurzeln aschgrau und an den Spitzen braun, was eine graue Färbung mit leicht brauner Tönung oder ein graubraunes Aussehen erzeugt. Typisch ist ein 2 bis 3 mm breiter Aalstrich vom Hals bis zum Schwanzansatz. Das Fell wird an den Seiten gelblicher und geht in ein silberweißes unterseitiges Fell über. Weitere Kennzeichen sind große Augen, weißliche Hinterfüße mit gelegentlich rosa Tönung und ein langer Schwanz. Dieser variiert in der Farbe und Behaarung. Bei Jungtieren fehlt der silbrige Ton, so dass die Unterseite hellgrau bis weiß ist. Es kommt dagegen eine deutlich dunklere Oberseite vor. Am Fuß ist der erste Zeh kurz und dagegen der fünfte lang und entgegengestellt. Von den acht paarig angeordneten Zitzen liegen vier vor der Körpermitte und vier im Leistenbereich.
Die ähnliche Gebirgsklettermaus ist etwas größer und hat einen breiteren Aalstrich. Bei der etwas kleineren Kastanienbraunen Klettermaus ist der Schwanz im Verhältnis zum Körper länger.

## Verbreitung
Dieses Nagetier bewohnt Gebirge um den Kiwusee in Ruanda, Burundi, Uganda und in der Demokratischen Republik Kongo. Eine disjunkte Population lebt in Malawi. Diese erhielt das Epitheton nyasae. Laut IUCN sollte geprüft werden, ob sie entweder zu dieser Art zählt, zur Brants-Klettermaus oder ob sie als eigenständige Art gelistet werden soll. Die Kivu-Klettermaus lebt zwischen 1300 und 4000 Meter Höhe. Als Habitat dienen Wälder, Bambus-Dickicht, Grasflächen, Sümpfe und Plantagen.

## Lebensweise
Die nachtaktiven Individuen sind vermutlich einzelgängerisch und klettern in Bäumen sowie anderen Gewächsen. Sie bauen ein kugelrundes Nest aus Gräsern und Blättern, das etwa 30 bis 80 cm über dem Grund an Stängeln oder Zweigen verankert wird. Soweit bekannt besteht die Nahrung aus Insekten und Pflanzensamen. Bei den nördlichen Populationen kann die Fortpflanzung das ganze Jahr erfolgen, auch wenn Geburten in der Regenzeit zwischen September und Mai häufiger sind. Nach 23 bis 27 Tagen Trächtigkeit werden etwa vier Nachkommen geboren. Diese sind bei Geburt blind, taub und hilflos. Sie öffnen die Augen nach 22 bis 24 Tagen und erhalten bis zum Ende dieses Zeitraums Muttermilch. Vermutlich fällt dieses Nagetier kleinen Raubtieren, Raubvögeln und Schlangen zum Opfer. In der Kivu-Klettermaus wurden bis zu 50 mm lange parasitische Würmer registriert.

## Gefährdung
Aufgrund fehlender Bedrohungen und einer stabilen Gesamtpopulation wird die Art von der IUCN als nicht gefährdet (least concern) gelistet.